# Ngô Ngạn
Ngô Ngạn (chữ Hán: 吾彦), tên tự là Sĩ Tắc, người huyện Ngô, quận Ngô , là tướng lĩnh nhà Đông Ngô cuối thời Tam Quốc trong lịch sử Trung Quốc. Về sau ông quy hàng nhà Tây Tấn, làm thứ sử Giao Châu hơn 20 năm.

## Làm tướng nhà Ngô
Ngạn xuất thân hàn vi, có tài kiêm văn võ. Ngạn thân dài 8 thước, tay không bắt mãnh thú, sức mạnh hơn người. Ban đầu Ngạn làm lại ở Thông Giang. Khi ấy tướng quân Tiết Hủ cầm cờ tiết đi đánh Giao Châu, binh thế hùng tráng, Ngạn trông thấy, bùi ngùi than thở. Có người giỏi xem tướng là Lưu Tráp nói với Ngạn rằng: "Xét tướng của anh, về sau cũng được như thế này, không cần ngưỡng mộ làm gì!" Ngạn làm tiểu tướng, phụng sự Đại tư mã Lục Kháng. Kháng thích dũng lược của Ngạn, muốn cất nhắc ông, lại sợ mọi người phản đối, bèn hội chư tướng, ngầm sai người giả rồ bạt đao xông đến, chư tướng đang ngồi đều sợ mà chạy, chỉ có Ngạn sắc mặt không đổi, nhấc bàn ghế lên chống lại; mọi người khâm phục sự dũng cảm ấy, Kháng bèn thăng chức cho ông.
Ngạn dần thăng làm Kiến Bình thái thú. Khi ấy Vương Tuấn sắp đánh Ngô, đóng thuyền ở Thục, Ngạn phát giác, xin tăng quân phòng bị, Ngô Mạt đế Tôn Hạo không theo, ông bèn làm ngay xích sắt, chẹn ngang đường sông. Vào lúc quân Tấn tiến đánh, các thành men Trường Giang chưa đánh đã hàng, hoặc vừa đánh đã vỡ, chỉ có Ngạn kiên thủ, quân Tấn đánh không được, bèn lui lại để tỏ lòng kính trọng ông.

## Làm tướng nhà Tấn
Nước Ngô mất, Ngạn mới quy hàng, Tấn Vũ đế dùng làm Kim Thành thái thú. Ngạn chuyển đến Đôn Hoàng, ân uy rất nhiều. Được thăng làm Nhạn Môn thái thú. Khi ấy Thuận Dương vương Tư Mã Sướng kiêu ngạo phóng túng, các viên nội sử đều bị ông ta vu cáo làm tội. Triều đình bèn lấy Ngạn làm Thuận Dương nội sử, ông thanh liêm làm gương, uy hình nghiêm túc, mọi người đều e sợ. Sướng không thể vu cáo, bèn tiến cử Ngạn, để ông rời chức. Được thăng làm Viên ngoại Tán kỵ thường thị.
Gặp lúc Giao Châu thứ sử Đào Hoàng mất (300), triều đình lấy Ngạn làm Nam Trung đô đốc, Giao Châu thứ sử. Ngay khi Đào Hoàng mất, lính thú (lính người Việt) Cửu Chân do Triệu Chỉ cầm đầu nổi dậy khởi nghĩa, đuổi thái thú, vây quận thành. Ngạn đến nhận chức, đàn áp tất cả. Ngạn ở Giao Châu hơn 20 năm, ân uy hiển hách, phương nam yên tĩnh. Ngạn dâng biểu xin được thay, triều đình trưng ông về làm Đại trường thu. Mất khi đang ở chức.

## Tính cách: Không quên chúa cũ
Vũ đế từng thuận miệng hỏi Tiết Oánh rằng: "Tôn Hạo vì sao mất nước vậy?" Oánh đáp rằng: "Quy mệnh hầu bề tôi Hạo làm vua ở Ngô, hình phạt quá đáng, đại thần đại tướng không được tín nhiệm, người người lo sợ, đều không yên lòng, cái nỗi bại vong, là do những việc này gây ra." Sau đó đế lại hỏi Ngạn, ông đáp rằng: "Ngô chúa anh tuấn, tể phụ hiền minh." Đế cười nói: "Vua sáng tôi hiền, sao lại mất nước?" Ngạn nói: "Lộc trời mãi mãi, lịch số nối nhau, vì thế mới bị bệ hạ bắt. Việc này là thiên thời, không phải nhân sự vậy!" Trương Hoa đang ngồi ở đấy, hỏi Ngạn rằng: "Anh làm tướng Ngô, đã được nhiều năm, chẳng có tiếng tăm, kể cũng lạ đấy!" Ngạn lớn tiếng nói: "Bệ hạ biết ta, mà ngài không nghe tiếng sao?" Đế khen ngợi ông lắm.

## Dật sự: bị họ Lục phỉ báng
Vũ Đế từng hỏi Ngạn rằng: "Lục Kháng, Lục Hỷ (em họ Kháng) hai người ai hơn ai?" Ngạn đáp rằng: "Đạo đức danh vọng, Kháng không bằng Hỷ; lập công lập sự, Hỷ không bằng Kháng."
Ngạn làm đến thứ sử, gởi hậu lễ cho anh em Lục Cơ (con Lục Kháng), Cơ muốn nhận, Vân nói: "Ngạn vốn là kẻ bần tiện, nhờ tiên công (tức Lục Kháng) cất nhắc, mà trả lời hoàng đế (về Lục Kháng) không hay, sao có thể quý trọng hắn ta!" Cơ bèn thôi. Từ đấy anh em Cơ thường phỉ báng Ngạn, Trường Sa hiếu liêm Doãn Ngu nói với Cơ rằng: "Từ xưa kẻ bần tiện mà làm đến hoàng đế còn có, huống hồ công khanh. Như bọn Hà Nguyên Cán (tức Hà Trinh), Hầu Hiếu Minh (Hầu Sử Quang), Đường Nho Tông (Đường Bân), Trương Nghĩa Doãn đều thành đạt từ nghèo khó, kẻ trong triều người ngoài trấn, chẳng ai chê bai họ. Anh cho rằng Sĩ Tắc trả lời hoàng đế có chút không hay, phỉ báng ông ta không thôi, tôi sợ người phương nam đều rời bỏ anh, anh sẽ ngồi một mình đấy!" Vì thế bọn Cơ mới thôi phỉ báng Ngạn.